# Держава Бурят-Монголія
Держава Бурят-Монголія (бур. ᠪᠤᠷᠢᠠᠳ ᠮᠣᠩᠭᠣᠯ ᠤᠯᠤᠰ) — національна буферна держава бурят-монголів часів Громадянської війни, що існувала в 1917–1921 роках, утворена відповідно до рішення I Всебурятського з'їзду 25 квітня 1917 року. Вищим органом державної влади був парламент — Бурнардума.
У зв'язку з падінням радянського режиму під час наступу білогвардійців і чехословацького корпусу держава Бурят-Монголія була визнана радянською владою в 1918 році, а потім і «Урядом Забайкальської області» отамана Г. Семенова.
Держава фактично припинила своє існування після утворення Далекосхідної республіки, яке розділило Бурят-Монголію навпіл: 4 аймаки увійшли до складу ДСР, 4 аймаки увійшли до складу РРФСР.

## Історія
Після оголошення в 1911 році Зовнішньою Монголією незалежності від китайських окупантів у Бурят-Монголії виникає національно-визвольний рух, що ставить своєю метою возз'єднання з Монголією. Тимчасовий уряд, установлений у ході Лютневої революції, не міг утримати контроль над далекими регіонами країни, в тому числі і Бурят-Монголією, де існувало багато різних політичних угруповань: більшовики, монархісти, панмонголісти, і т. д. 25 квітня 1917 року I Всебурятським з'їздом було оголошено Державу Бурят-Монголія. Проєкт держави був запропонований Михайлом Богдановим.
Згідно з ним, до складу держави Бурят-Монголія включалися землі навколо Байкалу, заселені бурятами. Була створена національно-територіальна структура.
Землі держави Бурят-Монголія чергувалися з землями, заселеними росіянами, і в ній не було єдиної території. На I Всебурятському з'їзді приймається поділ бурятських земель на сомони, хошуни і аймаки. Вищим органом держави став «Буряд-Монгол уласин чогулган» — Бурнацком, розміщений у місті Чита і має відділення в місті Іркутськ.
1918 року через установлення в Забайкаллі влади отамана Семенова частина членів Бурнацкому вийшла з його складу. Замість них до його складу вводяться прихильники «білих».
Восени 1919 року Бурнацком, перетворений у Бурнардуму, фактично розгромлений через незгоду з політикою отамана Семенова, але оголосив про свій розпуск лише в жовтні 1920 року. Тоді ж фактично перестала існувати держава Бурят-Монголія, а 1921 року її розділили на дві Бурят-Монгольські автономні області в складі РРФСР і Далекосхідної Республіки.